# Lisa (Ivanjica)
Pour les articles homonymes, voir Lisa.
Lisa (en serbe cyrillique : Лиса) est un village de Serbie situé dans la municipalité d’Ivanjica, district de Moravica. Au recensement de 2011, il comptait 951 habitants.

## Démographie

### Évolution historique de la population
| 1948  | 1953  | 1961  | 1971  | 1981  | 1991  | 2002  | 2011 |
| ----- | ----- | ----- | ----- | ----- | ----- | ----- | ---- |
| 1 984 | 2 072 | 1 962 | 1 747 | 1 513 | 1 278 | 1 113 | 951  |

|  |